# Laui (Sarner Aa)
Die Laui, im Oberlauf auch Gross Laui genannt, ist ein knapp zehn Kilometer langer Wildbach in Giswil im Kanton Obwalden in der Zentralschweiz und linker Zufluss der Sarneraa. Sie ist nicht zu verwechseln mit dem wenige Kilometer entfernten Lauibach in Lungern.

## Geographie

### Verlauf

#### Quellgebiet
Das Quellgebiet der Laui liegt im Bereich der Bergkette zwischen den Passübergängen Glaubenbielenpass im Süden und Glaubenberg im Norden. Am Ostabhang von Nünalpstock (1894 m ü. M.) und Sattelstock (1769 m ü. M.) haben die Quellbäche tiefe Erosionstrichter geschaffen (Lätzengraben, Rohrgraben, Unterwengengraben und Gipsgraben). Der Bach fliesst zunächst nach Osten und überwindet auf seinen ersten sechs Kilometer eine Höhendifferenz von über 1000 Metern. 

#### Talboden
Bei Giswil erreicht die Laui den Talboden des Sarneraatals und trennt hier die beiden Ortsteile Grossteil und Kleinteil. Sie vereinigt sich schliesslich mit der Sarneraa, die hier auch Giswileraa genannt wird und aus dem Abfluss des Lungerersees stammt. Durch den Dreiwässerkanal fliesst das Wasser der beiden Flüsse schliesslich in den Sarnersee. Die Kleine Melchaa fliesst seit dem Abschluss des Hochwasserschutz-Projektes 2015 nicht mehr in den Dreiwässerkanal, sondern direkt in den Sarnersee.

### Einzugsgebiet
Das 44,78 km² grosse Einzugsgebiet der Laui liegt in den Zentralschweizer Voralpen und wird durch sie über die Sarner Aa, die Reuss, die Aare und den Rhein zur Nordsee entwässert.
Es besteht zu 60,1 % aus bestockter Fläche, zu 30,0 % aus Landwirtschaftsfläche, zu 1,4 % aus Siedlungsfläche und zu 8,5 % aus unproduktiven Flächen.
Die Flächenverteilung
Die mittlere Höhe des Einzugsgebietes beträgt 1311,9 m ü. M. Die höchste Erhebung ist die Rossflue mit einer Höhe von 2082 m ü. M. im Südwesten des Einzugsgebietes.

### Zuflüsse
Vom Ursprung zur Mündung, die Abschnittsnamen in Fettdruck, die Namen nach dem Geoportal des Kantons Obwalden und die Daten Länge in Kilometer (km), Einzugsgebiet in Quadratkilometer (km²) und Mittlerer Abfluss (MQ) in Kubikmeter pro Sekunde (m³/s)  nach dem Geoserver der Schweizer Bundesverwaltung
Unterwengengraben, 4,1 km, 6,22 km², 0,29 m³/s
- Chratzerengraben (rechts), 1,3 km, 0,9 km²
- Rorgraben (Rohrgraben[5]) (links), 2,8 km, 2,56 km²

Gross Laui, 3,5 km (mit Unterwengengraben 7,6 km), 20,66 km², 0,88 m³/s
- Gipsgraben (rechts), 2,4 km, 1,52 km²
- Lätzengraben (links), 4,8 km, 6,69 km², 0,29 m³/s
- Talbach (links), 1,7 km
- Mettenlaui (links), 5,4 km, 4,48 km², 0,18 m³/s

Laui
- Rotmoosgraben (links), 3,9 km, 2,29 km²
- Mülibach (rechts), 5,2 km, 5,00 km², 0,19 m³/s
- Altibach (rechts), 5,7 km, 8,06 km², 0,34 m³/s
- Bluwelbach (rechts), 1,3 km

## Hydrologie
Bei der Mündung der Laui in die Sarner Aa beträgt ihre modellierte mittlere Abflussmenge (MQ) 1,79 m³/s. Ihr Abflussregimetyp ist nival de transition, und ihre Abflussvariabilität beträgt 19.

## Hochwasserschutz

### Überschwemmungen und Schutzdämme
Bei schweren Gewittern und langanhaltenden Niederschlägen in ihrer Quellregion ist die Laui verantwortlich für Überschwemmungen im Talboden von Giswil. So schwemmte sie 1629 die alte Pfarrkirche fort und zwang die Giswiler zur Aufgabe eines ganzen Dorfteils. Diese Katastrophe fiel in die Epoche der Hexenverfolgungen. Jemand musste für dieses Hochwasser und die Zerstörung der Kirche die Schuld tragen. Der Pfarrherr erkannte die Schuldigen in seiner Pfarrei, und so kam es in Giswil zur grössten Hexenjagd der Geschichte der Schweiz. Dreiundsechzig Personen, neben den «Hexen» sieben Männer und fünf Kinder (vier Knaben und ein Mädchen), wurden gefoltert, zum Tode durch das Schwert verurteilt, hingerichtet, gevierteilt und verbrannt. Nach der Überlieferung geschah die Exekution an der Stelle, an der heute die Alte Kirche steht, die auf den Fundamenten des Turmes der zerstörten Kirche errichtet wurde.
Dank der um die Jahrtausendwende erstellten Hochwasserschutzdämme an der Laui konnten während der Hochwassersituation im August 2005 grössere Schäden verhindert werden. Die Schutzdämme wurden aus dem Aushub des Umfahrungstunnels von Giswil und des Tagbautunnels Zollhaus erstellt.

### Wildbachverbauungen
Zahlreiche Wildbachverbauungen bändigen das Wasser der Laui in diesem Abschnitt. Sie sollen verhindern, dass das Geschiebe bis in den Talgrund von Giswil hinaustritt. Am Fuss der Bergkette westlich von Giswil hat sich im Lauf der Zeit ein grosser, bewaldeter Schwemmfächer aus dem Geschiebe des Wildbachs gebildet. Auch hier waren eine Eindämmung des Baches und Verbauungen nötig.

## Brücken

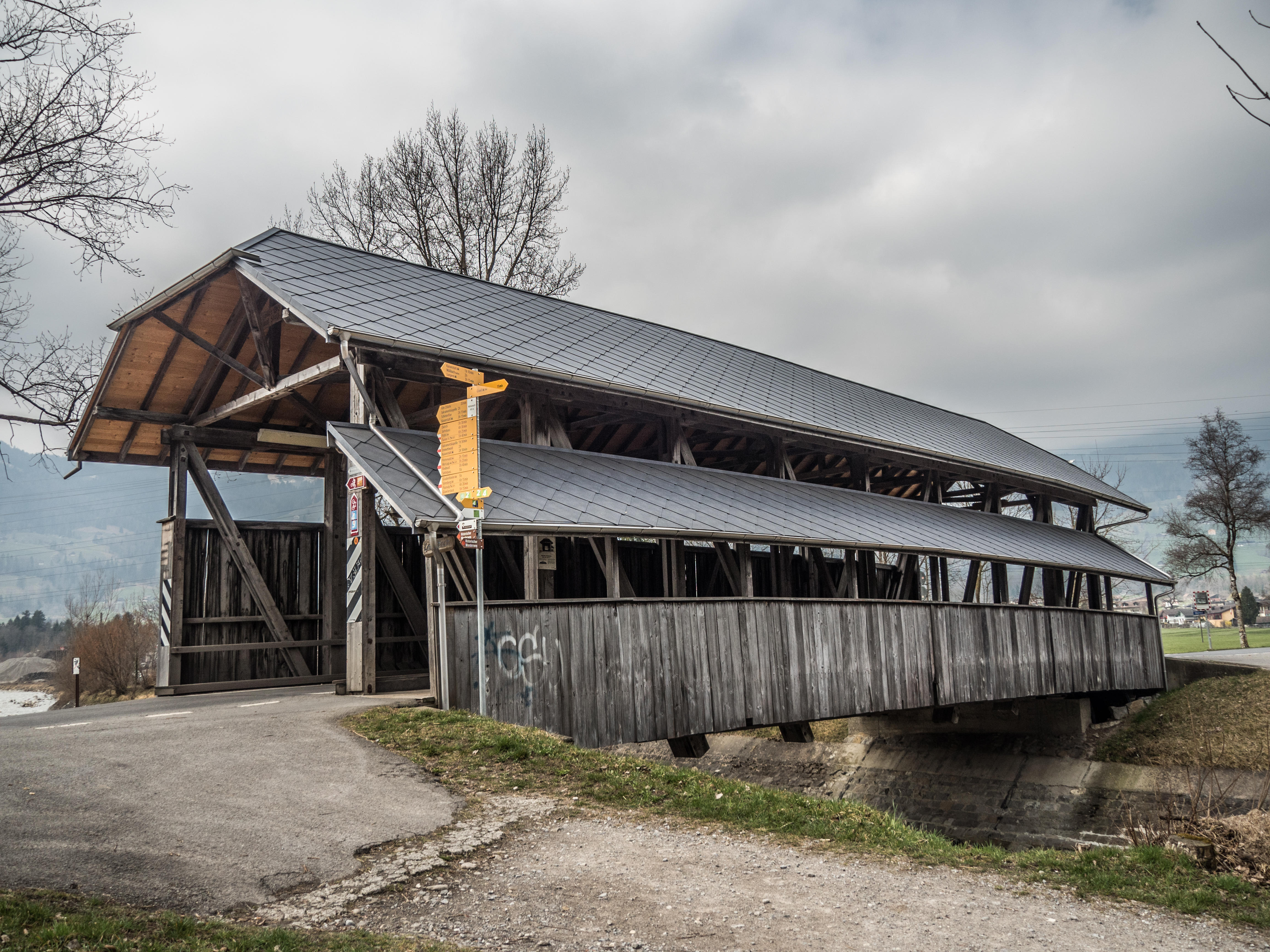
Giswilerbrücke (Grossteilerstrasse)

Nur fünf Übergänge überqueren die Laui: Drei Fussgängerstege, eine Strassen- und eine Feldwegbrücke.
Die Strassenbrücke (Grossteilerstrasse) ist eine denkmalgeschützte gedeckte Holzbrücke von 1939.

## Freizeit und Erholung
Das Gebiet um die Rossflue wird zum Klettern und zum Bergwandern genutzt.